# Montipora compressa
Espèce
Montipora compressa est une espèce de coraux appartenant à la famille des Acroporidae.